# フィップル
フィップル（fipple）はティン・ホイッスルやリコーダーのような木管楽器に共通して存在する歌口部分の構成部材の一つで、ウィンドウェイ（息の通り道）を形成する。ウィンドウェイ（windway）は、吹き込んだ空気の狭い通り道を形成し、尖った刃（エッジ）に息ビームを導くことによりエアーリードを振動させる。
フィップルという語句は詰め栓を意味し、厳密にはウィンドウェイを形成する主に木製のブロックを指す。
「フィップル・フルート」は言い換えれば、横吹きでなく縦吹きのフルートということができる。

## 仕組み

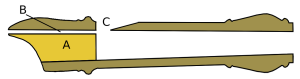
リコーダーの頭部断面図
(A) フィップル
(B) ウィンドウェイ（空気の通り道）
(C) ラビューム（エッジ）

リコーダーの頭部断面図で示しているフィップル (A) は、奏者の息がウィンドウェイ (B) に沿うように空気の流れを制約する。（B）から出た息は、硬い刃のようなエッジ (C) に導かれ、筒長（エッジ～開放指孔管距離）に応じた定在波とエアーリードの振動が共鳴を起こすことで音が鳴る。このようなウィンドウェイを有する楽器の特徴としては、エッジに当たる息の流れが固定されることから、フルートのように奏者が自らのアンブシュア（口形）によってエアーリードを形成する必要がなく、初心者でも容易に安定的な音を鳴らすことができる。
一般的に歌口部分のボア（穴）の内径は、楽器中部のボアの内径の1/32であり、多くの場合長方形もしくは平らな菱形の断面をしている。

## 歴史
フィップル・フルートには長い歴史があり、リーズ市博物館には鉄器時代に羊の骨で作られたものの例がある。
L. E. マクロウ（L.E. McCullough）は現存する最も古いホイッスルは12世紀に遡ると記しているが、「Feadan の奏者についても、3世紀にまで遡るブレオン法典のアイルランド王の記述の中で言及されている」とも記している 。スコットランド博物館に所蔵されているトゥスクルム・ホイッスル（Tusculum whistle）は、全長14 cm、真鍮または青銅製で6つの音孔を持っている楽器であり、14世紀や15世紀の陶器と共に発見された。
リコーダーは14世紀あるいは15世紀に発展したと考えられているが、これには議論がある。ほとんどの場合その根拠となるのは絵画における楽器の描写である。現存する初期のリコーダーは、1940年にオランダのドルドレヒ（Dordrecht）の城の堀から発見された。これは15世紀初頭のものであるとされている。

## フィップルを用いる楽器
- フラジオレット
- ゲムスホルン（Germshorn）
- オカリナ
- リコーダー
- ティン・ホイッスル
- ドゥヴォイニツェ（Dvojnice）
- フヤラ（Fujara）
- パイプオルガン